# Ophiorrhiza rosacea
Ophiorrhiza rosacea är en måreväxtart som beskrevs av Henry Nicholas Ridley. Ophiorrhiza rosacea ingår i släktet Ophiorrhiza och familjen måreväxter. Inga underarter finns listade i Catalogue of Life.